# Tibradden Mountain
Tibradden Mountain är ett berg i republiken Irland.   Det ligger i provinsen Leinster, i den östra delen av landet, 11 km söder om huvudstaden Dublin. Toppen på Tibradden Mountain är 469 meter över havet, eller 84 meter över den omgivande terrängen. Bredden vid basen är 1,4 km. Tibradden Mountain ingår i Wicklowbergen.
Terrängen runt Tibradden Mountain är kuperad åt sydost, men åt nordväst är den platt. Runt Tibradden Mountain är det glesbefolkat, med 12 invånare per kvadratkilometer. Närmaste större samhälle är Dublin, 10,7 km norr om Tibradden Mountain. I omgivningarna runt Tibradden Mountain växer i huvudsak blandskog.